# Der König von Tars
Der König von Tars (englisch The King of Tars) ist ein mittelalterlicher englischer Ritterroman, der in drei Manuskripten zu finden ist, darunter auch im Auchinleck-Manuskript.
Er ist eine erweiterte Version der ältesten Variante, die in der Reimchronik zu finden ist, ist in Mittelenglisch verfasst und stammt ungefähr von 1330, möglicherweise früher. Er enthält viele spezifische religiöse Phrasen und ist von religiöser Absicht durchzogen. Außerdem zeigt Der König von Tars Merkmale anderer Genres, die in der mittelalterlichen Periode typisch waren, einschließlich Hagiografie, politisches Drama und Wundererzählung.

## Zusammenfassung
Der König von Tars weist den Heiratsantrag des paganen Königs von Damas (Damaskus) für die Prinzessin von Tars zurück. Als der König von Damas jedoch Krieg mit dem Land Tars führt und dabei zahlreiche christliche Ritter abschlachtet, willigt die Prinzession in die Heirat ein, um den Konflikt zu beenden. Nach ihrer Ankunft im Palast des Sultans heiratet das Paar jedoch nicht sofort, da sie noch nicht zu seinem paganen Glauben konvertiert ist (und er es ablehnt, zum Christentum zu konvertieren). In ihrer allerersten Nacht fern von ihrer Familie liegt die Prinzessin alleine in ihrem Bett und träumt von hundert schwarzen Hunden, die alle gleichzeitig bellen. Da sie fürchtet, gebissen zu werden, versucht die Prinzessin zu fliehen, nur um sich drei Teufeln zu nähern, die alle „brent as a drake“ (verbrannt wie ein Drache) sind. Gerade als jede Hoffnung verloren scheint, verwandelt sich einer der schwarzen Hunde vor ihren Augen in Jesus Christus, gekleidet in einen weißen Wappenrock, und verspricht ihr, dass sie niemanden außer Ternagaunt (die sarazenische Trinitätsvariante des Vaters) oder Mahoun (Mohammed) zu fürchten habe. In den Zeilen 452 – 453 behauptet Christus, dass „der Herr die Passion erlitt, um zu helfen, wenn Du es brauchst“. Die Prinzessin erwacht aus dem Traum, unbekleidet und verletzlich in ihrem Bett, aber beruhigt durch Christus’ Botschaft. Nachdem sie zum Tempel des Sultans gebracht wurde – einem Raum übersät mit Idolen, die vom islamischen Propheten Mohammed zu Jove und Apollo (aus der griechisch-römischen Mythologie) reichen – ist die Prinzessin gezwungen, zur paganen Religion ihres Gatten zu konvertieren. Von da an leistet sie Lippenbekenntnisse zu den Göttern des Königs und praktiziert im Geheimen ihre eigene Religion. Bald empfängt sie und gebiert ein formloses Kind, und jeder wirft dies der falschen Religion des anderen vor. Der König und die Prinzessin vereinbaren, zu ihren jeweiligen Gottheiten zu beten, diese mögen die Schönheit und Gesundheit des Kindes wiederherstellen. Als die Gebete des Sultans erfolglos bleiben, verlangt die Prinzessin, ein christlicher Priester möge aus dem Gefängnis des Königs befreit werden. Nach der Taufe durch den Priester wird das Kind verwandelt, der König konvertiert zum Christentum und wird selbst von schwarzhäutig zu weißhäutig verwandelt. Er sendet nach dem König von Tars, damit dieser helfe, sein Königreich zum Christentum zu konvertieren; es folgt ein gewaltsamer Kampf um die Konversion. Die letzten Zeilen des Gedichts beschreiben, wie der König von Tars und der konvertierte König von Damas Seite an Seite kämpfen.

## Genre
„Der König von Tars“ trotzt der einfachen Einordnung in ein einzelnes Genre, weil es Elemente vieler Genres enthält, namentlich Romanze und Hagiografie, allerdings enthält der Text auch Beschreibungen von Politik und Wundern, was die Kategorisierung zusätzlich erschwert.

## Motive
Dieser Roman scheint von Le Bone Florence of Rome beeinflusst zu sein, worin das Königreich der Heldin ebenfalls von einem zurückgewiesenen Verehrer angegriffen wird. Dort entsteht der Widerwille durch sein Alter und das Werk ist weniger durchgängig religiös.
Das deformierte Kind kommt auch im Roman Theseus of Cologne vor, wo Rivalen das Kind benutzen, um die Königin des Ehebruchs zu bezichtigen; das Kind wird ebenfalls durch ein Wunder wiederhergestellt.

### Rasse und Religion
Diskussionen über „Rasse“ in Der König von Tars neigen dazu, sich auf die Transformation des Sultans von Schwarz zu Weiß als Resultat seiner Konversion vom Islam zum Christentum (Zeilen 922 – 924) zu konzentrieren. Laut dem Herausgeber John H. Chandler ist dieser Moment einer der meistkommentierten Abschnitte des Poems Einige Kritiker interpretieren ihn als eine Implikation weißer Überlegenheit und Schwarzheit als Sünde, da des Sultans neue weiße Haut als „rein ohne Mangel“ (Zeile 924) beschrieben wird. In jüngster Zeit begann eine Diskussion, wie Rasse in dem Poem in weniger sichtbarer Weise wirkt. Zu Beginn von Der König von Tars (Zeilen 10 – 16), scheint die Beschreibung der Prinzessin sie mit weißen europäischen Schönheitsstandards zu verbinden; jedoch ist sie wahrscheinlich mongolischer Abstammung. Gelehrte verwiesen auf die Verwendung der Rasse als Mittel der Unterscheidung anderer Identitätsformen. Es ist ebenfalls wichtig anzumerken, dass der Dichter von Der König von Tars, vermutlich christlichen Glaubens, sich nicht klar über die genaue Religion des Sultans äußert. Der Ausdruck „Sarazene“ wird als eine Sammelbezeichnung für alle nichtchristlichen Religionen benutzt. So betet der Sultan sowohl griechische und römische Götter (Jove, Apollo und Jupiter) als auch islamische Figuren an (den islamischen Propheten Mohammed, der im Text durchgängig mit Gott verwechselt wird).
-->
Andere Analysen von Der König von Tars postulieren, dass im Text die rassische Konversion des Sultans und ebenso die körperliche Transformation des formlosen Kindes der spirituellen Überlegenheit des Christentums zugeschrieben wird, indem dessen spirituelle Kraft die physische Welt auf eine Weise beeinflussen kann, die anderen Religionen vorenthalten bleibt.

### Religion und die Idee des Anderen
Eine der aus Der König von Tars abzuleitenden Hauptideen ist religiöse Verschiedenheit, und tatsächlich zeigt das Werk wie es wäre, nicht so klar zwischen Sarazenen und Christen unterscheiden zu können, alleine auf der physischen Erscheinung aufbauend. Eine der Hauptsorgen der Christen während dieser Zeit war die Verschmischung der Religionen, besonders mit der der Sarazenen, mit denen eher gewaltsam umgegangen wurde. Der König von Tars nutzt auch Tropen, die mit christlichen Menschen assoziiert sind und wendet sie auf den sarazenischen Sultan an; beispielsweise hat der Sultan das Verlangen, wegen einer Prinzessin in den Krieg zu ziehen. Der König von Tars versucht auch, die Charakteristiken von Christen und Sarazenen herauszustellen, wenn zum Beispiel der Sultan fordert, dass die Prinzession zu seinem Glauben konvertiere, bevor sie heiraten können. Dieser Prozess ist verwirrend, da die Prinzessin visuell konvertiert und zur Sarazenin wird, aber nicht spirituell, was das Dilemma, die Religion einer Person aufgrund ihrer Handlungen und physischen Merkmale festzustellen, weiter kompliziert. Wichtig ist auch, dass die Konversion des Sultans, wie zuvor erwähnt, gleichzeitig seine Hautfarbe verändert, was eine weitere Komplizierung der Assoziation von biologischen Merkmalen und Religion ist. Ebenfalls von Bedeutung ist, dass dieses Werk während der Zeit der Kreuzzüge verfasst wurde, in der auf Nichtchristen oft systematisch gezielt wurde, und es ist wichtig anzumerken, dass die Beziehung zwischen Christen und Nichtchristen unglaublich angespannt war, was sich in der Geschichte zeigt, als der Nachkomme von Sultan und Prinzession als ein formloser Klecks geboren wird, was die Vorstellungen des Autors zum Ausgang von Beziehungen zwischen Christen und Sarazenen zeigt.

### Taufe
Die Taufe hat in Der König von Tars eine transformative Kraft. Vor der Taufe wird das Klumpenkind mehrdeutig mit dem Wort „es“ beschrieben (Zeile 776) und es scheint ihm an menschlichen Eigenschaften zu mangeln (Zeile 575 – 585). Unmittelbar nach der Konversion wird es als männlichen Geschlechts identifiziert (das Wort „er“ benutzend) und wird in ein funktionales menschliches Wesen mit definierten Charakteristiken transformiert (Zeile 780). Daher werden dem Kind erst durch die Taufe Identität, Leben und Form gegeben. Während die Götter des Sultans nicht die Fähigkeit haben, dem Kind Form zu geben, hat das Christentum diese. Taufe ist auch ein Mechanismus, der die Transformation des Sultans von „blac and lothely“ („schwarz und hässlich“) (Zeile 922) zu „Al white bicom thurth Godes gras“ („weiß durch Gottes Gnade“) (Zeile 923) bewirkt. Moderne wissenschaftliche Werke interpretieren die Rolle der Taufe im Text als ein Mittel, die Einstellung zu christlicher Überlegenheit zu verstehen.

### Hagiografie
Laut The Online Reference Book for Medieval Christianity fokussiert sich das Genre der Hagiografie auf männliche Heilige, während man glaubte, dass es bei Frauen weniger wahrscheinlich sei, dass die heiligen Tugenden praktizierten; in diesem Poem sehen wir jedoch die Prinzession unüblich porträtiert als eine Heilige und die Protagonistin, als sie den Ritter und Untertanen vor brutaler Tötung durch die Hand eines nichtchristlichen Sultans schützt.

## Kritische Rezeption
Sierra Lomuto lenkt die Aufmerksamkeit auf die komplizierte Rolle, die das soziale Geschlecht der Prinzessin in Der König von Tars spielt. Sie muss an den Prieser appellieren, den religiösen Akt der Taufe zu vollziehen, aber aufgrund ihres Wissens und ihrer Ergebenheit wird ihr die Konversion sowohl ihrer Familie als auch ihres Königreichs zugeschrieben, und sie wird daher im Text als eine kraftvolle Figur gesehen.

## Manuskripte
Der König von Tars existiert in drei Manuskripten:
- Auchinleck: Edinburgh, National Library of Scotland, Adv.MS.19.2.1, fols. 7ra–13vb.
- Vernon: Oxford, Bodleian Library, Eng.poet.a.1, fols. 304vb–307ra.
- Simeon: London, British Library, Additional 22283, fols. 126rc–128va.

Das älteste dieser drei Manuskripte, das Auchinleck-Manuskript, wurde in den 1330er-Jahren verfasst. Wissenschaftler haben gefolgert, dass das Manuskript vermutlich kurze Zeit nach der Originalversion von Der König von Tars verfasst wurde. Obwohl es fast vollständig ist, fehlen dem Auchinleck-Manuskript die letzten Zeilen des Textes; einige Herausgeber entschieden, diese Lücken mit Zeilen aus dem Vernon-Manuskript zu vervollständigen.
Das Vernon-Manuskript wurde vermutlich von zwei Schreibern erstellt, im Gegensatz zu den sechs, die vermutlich am .Auchinleck-Manuskript beteiligt waren. Die Vernon- und Simeon-Manuskripte teilen viele gemeinsame Qualitäten, und der Wissenschaftler A. I. Doyle argumentiert, dass das Simeon-Manuskript eine „mangelhafte Kopie des Vernon-Manuskript“ sei. Diese Mängel sind geringfügig und wahrscheinlich Fehlern des Schreibers zuzuschreiben, der den Text kopierte.

## Ausgaben und Übersetzungen
- F. Krause (Hrsg.): Kleine Publicationen aus der Auchinleck-hs, IX: Der König von Tars. In: Englische Studien, 11 (1877), 1–62, S. 16 ff.
- John H. Chandler (Hrsg.): The King of Tars, Teams Middle English Texts (Kalamazoo, MI: Medieval Institute Publications, 2015).
- The King of Tars. in The Auchinleck Manuscript, ed. by David Burnley and Alison Wiggins (Edinburgh: National Library of Scotland, 2003).
- Anonymous. „The King of Tars.“ Trans. Blake Hahn. Global Medieval Sourcebook.
- The King of Tars (PDF; 0,1 MB), Übersetzung Mittelenglisch – Englisch durch Alaric Hall.